# Baeus rufus
Baeus rufus is een vliesvleugelig insect uit de familie van de Scelionidae. De wetenschappelijke naam van de soort is voor het eerst geldig gepubliceerd in 1999 door Kononova & Fursov.